# 田中芳男
田中 芳男（たなか よしお、天保9年8月9日（1838年9月27日） - 大正5年（1916年）6月22日）は、幕末から明治期の博物学者、動物学者、植物学者、農学者、園芸学者、物産学者。錦鶏間祗候、男爵。
「日本の博物館の父」として知られる。博物学や分類学における翻訳語の成立に関わった。市川清流によって考案された「博物館」という和製漢語を、町田久成とともに普及させた。東京国立博物館や上野動物園の設立に携わった。パリ万博やウィーン万博での日本の出展に貢献した。殖産興業や啓蒙活動に努めた。元老院議官、貴族院議員、大日本山林会会長、日本園芸会副会長を歴任した。

## 生涯

### 生い立ち
1838年（天保9年）8月9日、信濃国伊那郡飯田城下の中荒町（現在の長野県飯田市中央通り）に旗本千村氏の典医を務める医師田中隆三（号：如水）の三男として生まれた。隆三は1834年に長崎に留学して蘭学を修めており、医学のみならず本草学、舎密学（化学）などにも関心が深く、芳男もその影響を強く受けることになった。また、隆三は芳男に漢学を身に着けさせ、特に「人の人たる道は、この世に生まれたからには自分相応の事をして世用を為さねばならない」と教え諭した。兄が病死したため、家督と医業を継ぐことになった。

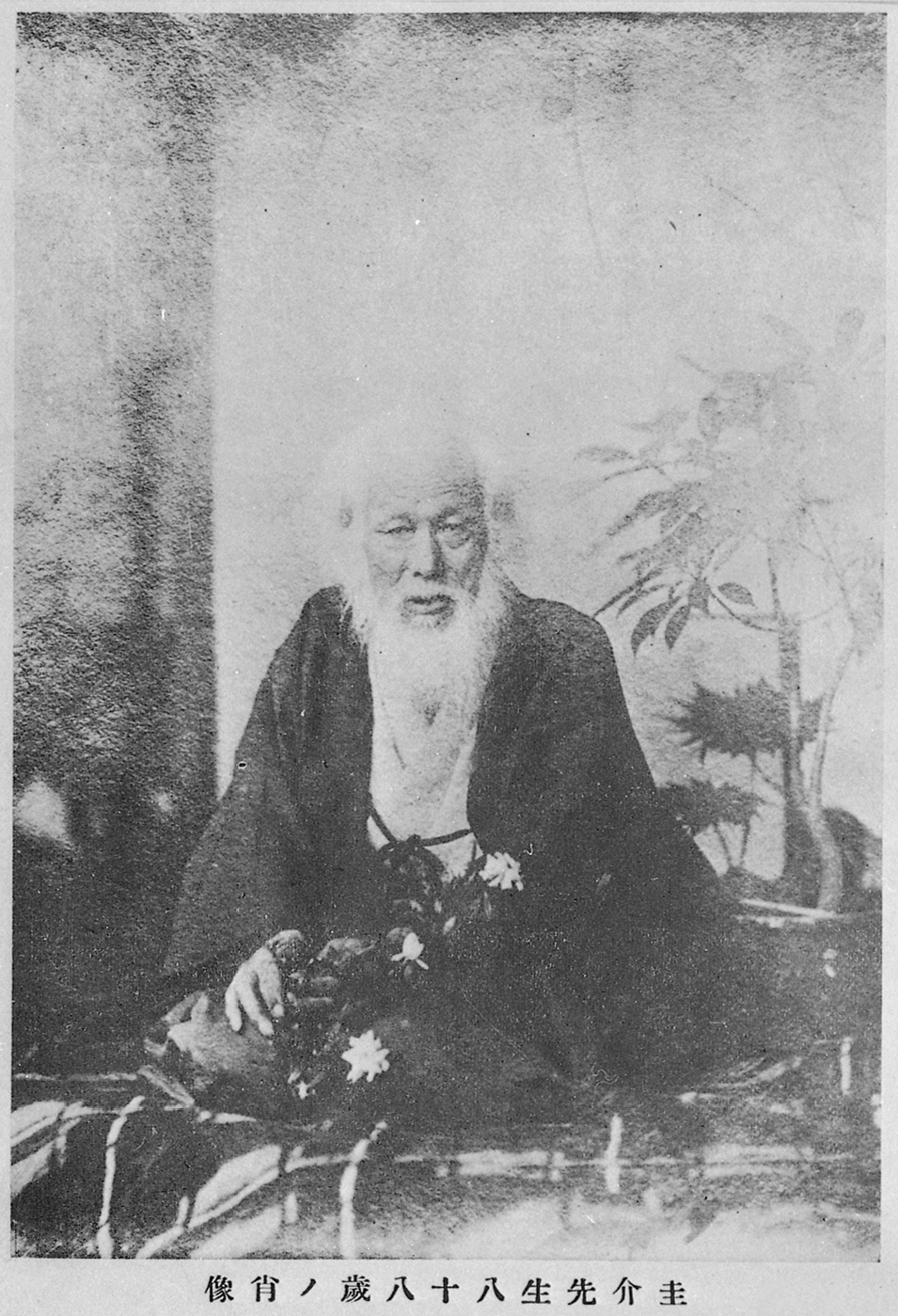
晩年の伊藤圭介

1856年（安政3年）秋、名古屋に出て尾張藩御典医で博物学者としても著名であった伊藤圭介の門下に入り、千村五郎・柳河春三らと共に書生として種痘などの西洋医学を身に着けたほか、博物学や本草学を学んだ。しかし、1858年には故郷の飯田に帰った。ただ、自宅で本草学や博物学の研究を行ったり、時には名古屋に出て伊藤圭介のもとで学問をしていたという。

### 幕府に仕える
1862年（文久2年）、伊藤圭介が幕府の蕃書調所（間もなく洋書調所に改組）に招聘を受けることなり、芳男はその助手として出仕し、物産学・本草学の研究開発に当たることとなった。芳男のその後の述懐によると、この際採用された人物の多くは、師である伊藤圭介を含めて、ダイコン、ニンジン、ゴボウなどといった日用産物の殖産には関心がなく、芳男が物産所でもっぱらこの研究に従事することとなったという。この間、圭介の伴をしてシーボルトを訪ねている。開成所付置の物産所で殖産興業の発展を探った。その後師は高齢により職を辞して故郷に帰り、その後任となった。1865年（慶応元年）、幕府はパリ万国博覧会に正式参加表明し、万博に昆虫標本の出品を決定することとなった。翌1866年（慶応2年）、芳男は幕府からパリ万国博覧会への出張と昆虫標本採集と製作を命じられ、関東一円に赴き博物学者の子阿部為任と採集を行った。同年11月、パリに向けて出港し、シンガポールやスエズ運河を経由して到着している。1867年（慶応3年）、パリ万国博覧会に出張。自ら採集した昆虫標本が現地の研究者に高く評価された。

### 明治政府の官僚として
1867年（慶応3年）帰国した。翌年には戊辰戦争が起こり、5月には上野戦争があったが、芳男はこれには関わらず、研究や整理に没頭した。
東京が明治新政府の所有となると、洋書調所は開成所に解消され、芳男は御用掛として任命されて大阪舎密局の建設に従事した。大阪の大阪城跡地に理化学専門の高等教育研究機関「舎密局」開設準備にとりかかるが、舎密（けみ）局と呼ばれたこの施設を、科学だけでなく物理学等その他の自然科学全般を研究対象にする組織機関として、博物館、という名称を提案する。さらにこのとき植物園や温室などを附設することを提言、この施設を「遊歩所」、「園囿」と名づけている。この施設の構想案では7つのゾーンに分割し、幾何学的洋風庭園など、今日のリサーチパーク的な植物施設を構想している。
1869年（明治2年）5月、舎密局は開設されるが、予算の関係上他の施設は実現できなかった。
1870年（明治3年）3月、大学南校物産局に転任となり、東京に戻った。ここでは後に博物館の創設に共に従事する町田久成と同僚となっている。
1870年（明治3年）、物産局を創設。のち勧業寮、農商務省、農林省・商工省、通産省を経て経済産業省に発展する。また、物産会すなわち殖産興業を主な目的とした博覧会の開催に度々かかわる。
1872年（明治5年）、九段坂上招魂社境内で小規模博覧会（物産展）を実施。この年文部省が発足、湯島聖堂（旧幕府昌平坂学問所）が文部省所轄となり、文部省博物館として改組、物産展の展示物収用されると同時に同博物館に移籍した。同年東京府に、園樹の植え替え付につき建議を提出(造園修景大辞典5巻による)。
1872年4月（明治5年3月）、翌年開催のウィーン万国博覧会への公式参加に伴い、全国各地から取り寄せた出品予定品を公開するため、湯島聖堂大成殿で湯島聖堂博覧会を実施する。

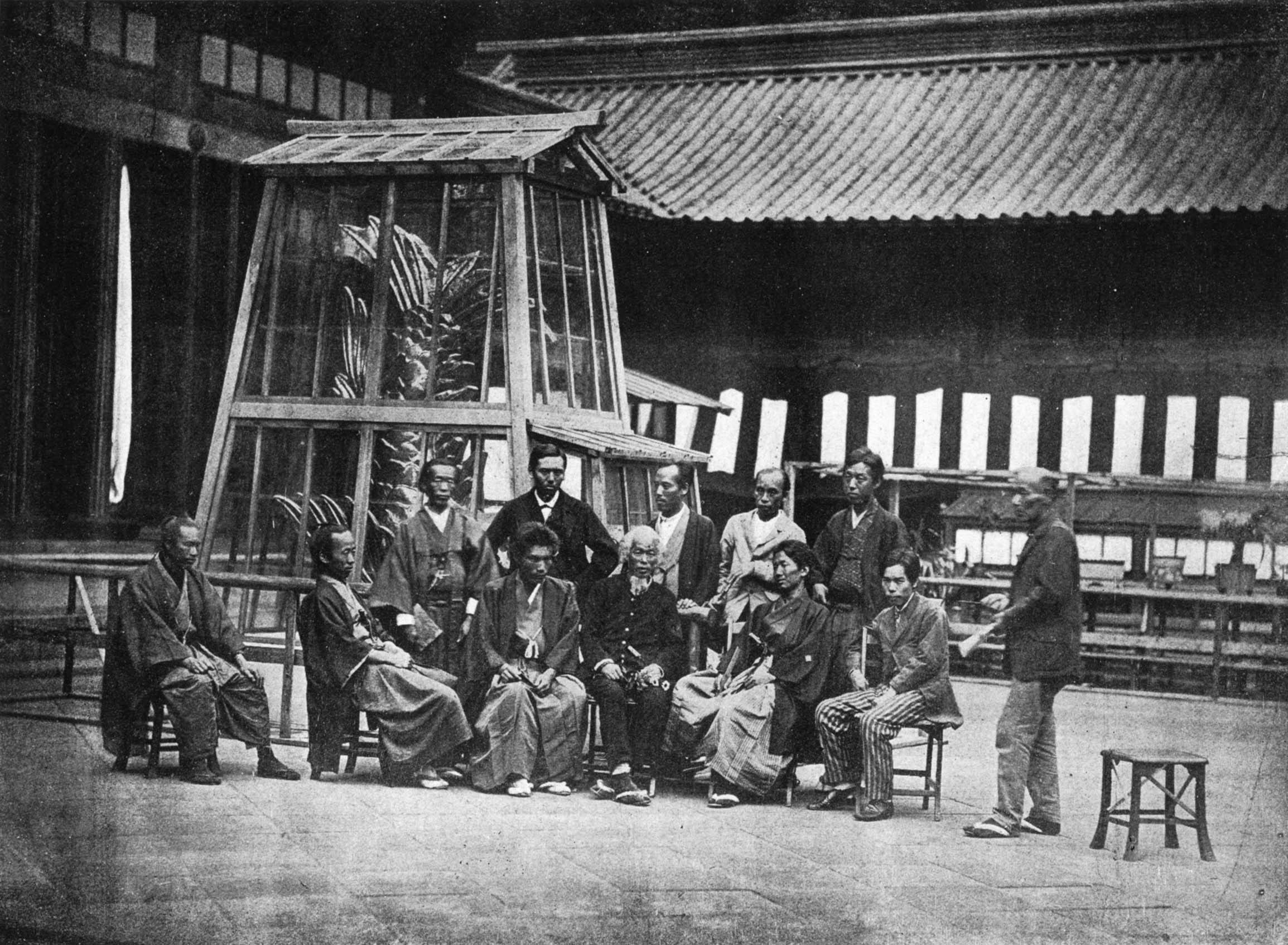
湯島聖堂博覧会のスタッフ達。前列右から2番目が田中芳男、4番目が町田久成。

1873年、佐野常民らともにオーストリア・ウィーンで開催されたウィーン万国博覧会に派遣される。
1875年（明治8年）、博物館、動物園などをもつ公園の設立に尽力し、上野の博物館・動物園の建設のために町田久成らとともに力を注いだ。町田が初代博物館長を務め、後に田中が職に就く。こうして上野公園設計に携わり、博物館と動物園を設置した。
同年刊行された田中芳男訳纂『動物学初篇哺乳類』は簡略な図解であるが、分類階級の訳語として、classに「綱」、orderに「目」、familyに「科」、genusに「属」、speciesに「種」の訳を用い（磯野1986）、これが今日に及んだ。

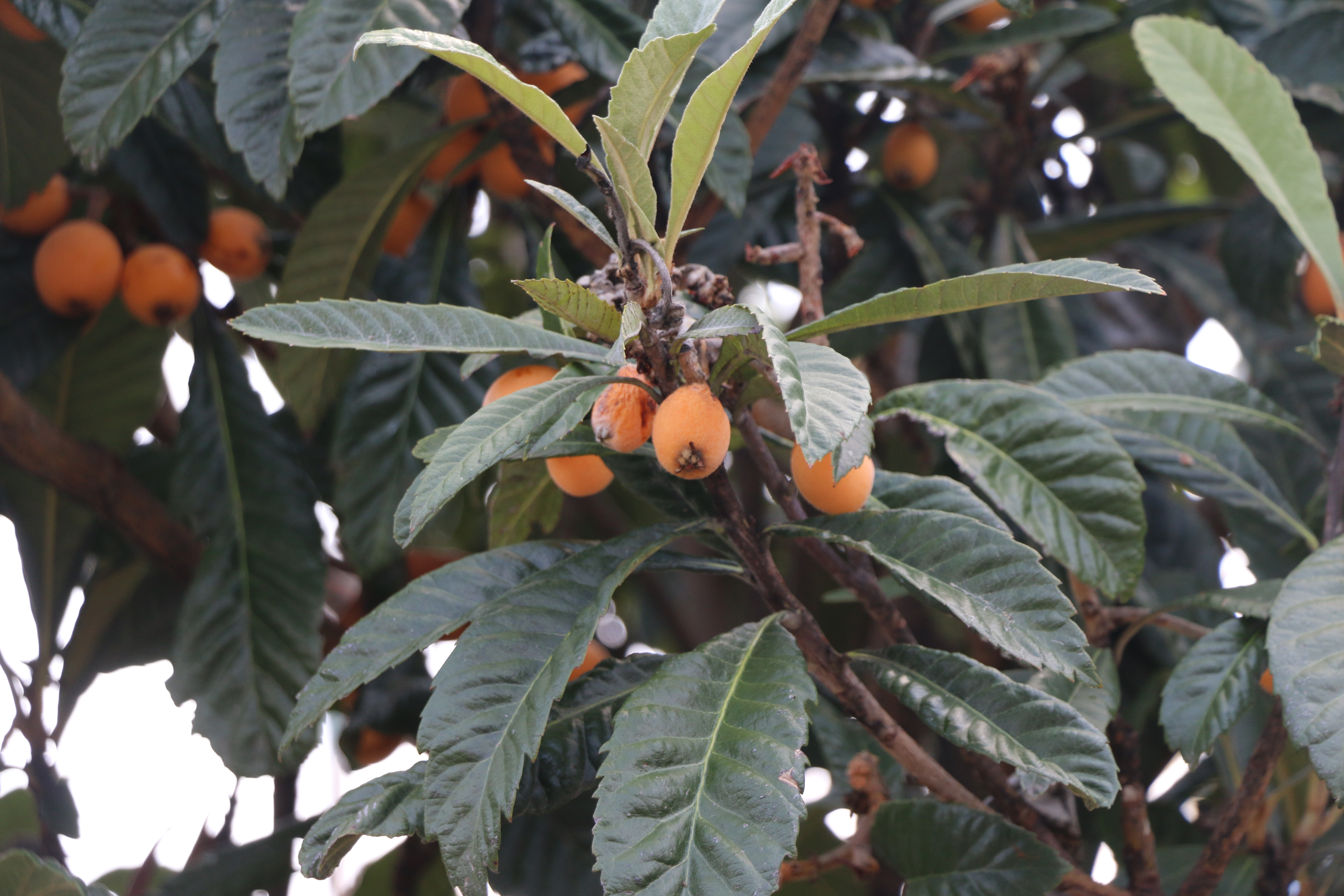
飯田市街地にある田中芳男顕彰碑の傍らにあるビワの1品種「田中」。田中芳男が長崎で食べたものを持ち帰り、自宅で栽培したことが始まりとされ、現在も愛媛県や千葉県等で栽培されている

農商務省博物局長を務めた後、省を退職し、元老院議官、貴族院議員などの任に就く。
1878年（明治11年）駒場農学校の設立に参画する。1881年（明治14年）大日本農会結成に参画し、1882年に大日本水産会と大日本山林会の創設に尽して日本での農学と農林水産業の発展に貢献。
1890年（明治23年）9月29日 貴族院勅選議員に任じられる。10月20日 錦鶏間祗候となる。
1893年（明治26年）、日本園芸会副会長として、小平義近らと日比谷公園設計案を提出したが採用されず。
1915年（大正4年）12月1日、男爵を叙爵。生涯、農林水産業や博物学の発展振興につとめた。
1916年（大正5年）6月22日、東京市本郷区本郷金助町（現在の東京都文京区本郷三丁目)で永眠。墓所は谷中霊園にある。

## 田中芳男の顕彰

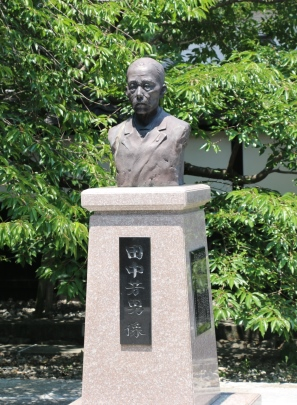
飯田市美術博物館にある田中芳男の胸像

1999年（平成11年）9月に、飯田市美術博物館で開催された「田中芳男展」に契機に、平成12年4月に「田中芳男を知る会」が設立され、年6回の学習会や出版活動、市公民館で関連資料の展示などが行われるようになった。
2007年（平成19年）に、飯田市の有志により「田中芳男の胸像等制作を願う会」が設立され、飯田市美術博物館および国立科学博物館に設置する田中芳男の胸像制作のための募金活動が始まった。2008年（平成20年）に、田中芳男の生誕百七十周年と飯田市美術博物館の開館二十周年を記念して、両館への寄贈を実現させた。
2016年（平成28年）8月30日〜9月25日、国立科学博物館で没後100年記念企画展開催。前日には、胸像の除幕式が行われた。

## 親族
- 妻ゑいは佐藤泰然の甥の長女で[22]、泰然の次女きはの養女[23]。養家の姉妹の夫に、判事の三沢元衛（今村信行の実弟）、医師の緒方惟準（緒方洪庵次男）、箕作麟祥がいる。
- 長女・なつ ‐ 入婿の田中節三郎（旧姓後藤、1865-1903）は、東京帝国大学農科大学助教授で、同大学の作物学講座の始祖。駒場農学校卒、元農商務省勤務。36歳で早世。[24]
- 三女ふゆの夫・井村大吉(1873年三重県生まれ、東京帝国大学法科大学英法科卒)は、台北庁長、台湾総督府参事官などを務めた[25]。
- 四女・美穂 ‐ 関屋龍吉の妻。[26]
- 弟（田中隆三の六男）の田中義廉（1841年 - 1879年）は芳男と共に伊藤圭介に入門したが、1872年文部省に移り、学制発布後の教科書編纂に従事した[27]。
- 孫・田中美津男 (1893-) ‐ 長女なつの三男。男爵を継承。[26]
- 孫・田中豊男 ‐ なつの四男。岳父に田上郷吉。[28]

## 栄典
位階
- 明治4年12月14日 - 正七位

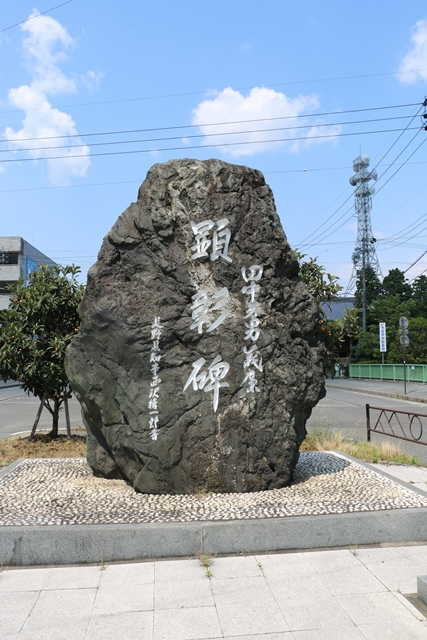
飯田市街地にある田中芳男とその弟・義廉の顕彰碑

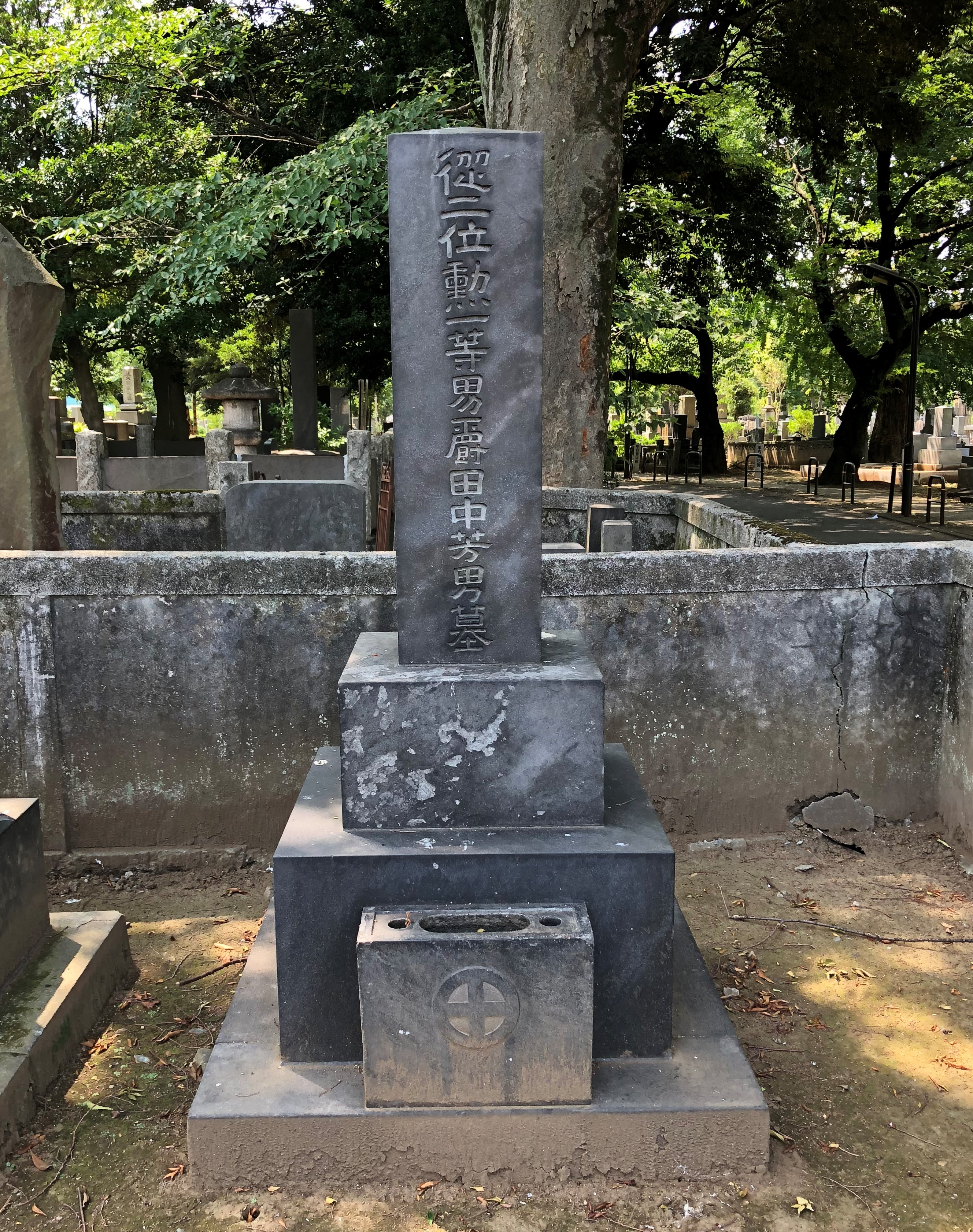
東京・谷中霊園にある田中芳男の墓

- 1876年（明治9年）4月28日 - 正六位[29]
- 1880年（明治13年）10月21日 - 従五位
- 1883年（明治16年）7月16日 - 従四位[30]
- 1894年（明治27年）5月21日 - 正四位[31]
- 1897年（明治30年）10月26日 - 従三位[32]
- 1914年（大正3年）6月18日 - 正三位[33]
- 1916年（大正5年）6月21日 - 従二位[34]

勲章等
- 1878年（明治11年）6月28日 - 勲五等双光旭日章
- 1883年（明治16年）11月1日 - 勲四等旭日小綬章[35]
- 1885年（明治18年）11月19日 - 勲三等旭日中綬章[36]
- 1889年（明治22年）11月25日 - 大日本帝国憲法発布記念章[37]
- 1890年（明治23年）11月1日 - 藍綬褒章[38]
- 1894年（明治27年）7月9日 - 大婚二十五年祝典之章
- 1896年（明治29年）3月28日 - 勲二等旭日重光章[39]
- 1906年（明治39年）4月1日 - 勲一等瑞宝章[40]
- 1915年（大正4年）
  - 11月10日 - 大礼記念章[41]
  - 12月1日 - 男爵[42]

外国勲章佩用允許
- 1876年（明治9年）7月8日 - フランツ・ヨーゼフ勲章（ドイツ語版）リッテルクロイツ（オーストリア国）[43]
- 1877年（明治10年）12月24日 - 聖マウリッツィオ・ラザロ勲章コメンダトーレ（英語版）（イタリア国）[43]
- 1879年（明治12年）5月12日 - レジオンドヌール勲章シュヴァリエ（フランス共和国）[43]

## 著作
- 「田中芳男氏昔日談」（名和昆虫研究所編輯部編 『昆虫標本製作全書』 名和昆虫研究所、1903年8月）
- 「維新前の昆虫学等に就て」（『博物之友』第5年第28号、日本博物学同志会、1905年9月）
  - 日本科学史学会編 『日本科学技術史大系 第15巻 生物科学』 第一法規出版、1965年7月
- 「田中芳男君の経歴談」（後掲 『田中芳男君七六展覧会記念誌』）
  - 前掲 『日本科学技術史大系 第15巻 生物科学』  - 抄録
  - 東京国立博物館編 『東京国立博物館百年史 資料編』 東京国立博物館、1973年3月
  - 後掲 『田中芳男十話・田中芳男経歴談』
  - 青木豊、山本哲也編 『大正・昭和前期 博物館学基本文献集成 上』 雄山閣、2016年4月、ISBN 9784639024187
- 「田中芳男君演」（『大日本山林会報』第401号、1916年4月）
  - 後掲 『田中芳男十話・田中芳男経歴談』
- 『田中芳男のサボテン研究』 奥一、1956年6月、国立国会図書館書誌ID:000000954105
- 長沼雅子 「田中芳男『博覧会日記全』（一）」（『伊那』第826号、伊那史学会、1997年3月）、「田中芳男『博覧会日記全』（二）」（第828号、1997年5月）
- 田中義信 「田中芳男自筆『田中芳男履歴年表』解説と翻刻」（『飯田市美術博物館 研究紀要』第14巻、2004年4月、CRID 1390001206099198080）
  - 「田中芳男自筆『冨士紀行』 : 解説と翻刻」（『飯田市美術博物館 研究紀要』第18巻、2008年3月、CRID 1390282681075599616）
  - 「田中芳男自筆『科埜行雑記』 : 解説と翻刻」（『飯田市美術博物館 研究紀要』第19巻、2009年3月、CRID 1390282681075579776）
- 橋詰文彦 「田中芳男『信州諸山採薬記』」（『信濃』第53巻第2号、信濃史学会、2001年2月、CRID 1520009409712038912）

著書・編書
- 『動物第一 獣類一覧』 文部省、1873年1月
  - 『動物第二 鳥類一覧』 文部省、1875年9月
  - 『動物第三 爬虫魚類一覧』 文部省、1877年1月
  - 『動物第四 多節類一覧』 文部省、1877年2月
  - 『動物第五 柔軟類多肢類一覧』 文部省、1877年10月
  - 佐藤秀夫、中村紀久二編 『文部省掛図総覧 一 単語図・博物図等』 東京書籍、1986年10月、ISBN 4487746019
- 『教草』31枚、1873年3月-1876年2月 ／ 恒和出版、1977年12月 ／ つかさ書房、1980年3月
  - 山住正己校注 『日本近代思想大系 6 教育の体系』 岩波書店、1990年1月、ISBN 4002300064 - 抄録。
- 『動物訓蒙初編』 博物館、1875年
- 『草木図説目録』 小野職愨共編、博物館、1875年
- 『日本 有用植物見本』 小野職愨共編、博物館、1876年
- 『日本 有用動物見本』 博物館、1878年
- 『錦窠翁耋筵誌 第二 本日寄贈ノ書並出品解説』 田中芳男、1890年9月
  - 『錦窠翁耋筵誌第三編書目索引』 田中芳男、1890年9月
  - 『錦窠翁耋筵誌 第三 書籍解題之部』 田中芳男、1890年10月
- 『錦窠翁米賀会誌 出品書籍解題之部』 田中芳男、1891年9月
- 『有馬温泉誌』 田中芳男、1891年11月
  - 『有馬温泉誌』 竹中邦香校、松岡儀兵衛、1894年8月
  - 『校訂増補 有馬温泉誌』 竹中邦香校、松岡儀兵衛、1901年7月
- 『有用植物図説』解説3冊・図画3冊・目録1冊、小野職愨同撰、帝国博物館、1891年12月
  - Yuyo Shokubutsu Zusetsu Mokuroku oyobi Sakuin or Contents of and Indices to Usegul Plants of Japan Described and Illustrated. Dai Nippon Nōkwai, 1891.
  - Useful Plants of Japan Described and Illustrated. Agricultural Society of Japan, 1895.
  - 『有用植物図説』目録1冊、小野職愨同撰、大日本農会、1896年6月再版
  - Yuyo Shokubutsu Zusetsu Mokuroku oyobi Sakuin or Contents of and Indices to Useful Plants of Japan Described and Illustrated. 2nd ed., Dai Nippon Nōkwai, 1896.
  - 『有用植物図説』解説3冊、小野職愨同撰、大日本農会、1897年12月再版
  - 『有用植物図説』目録1冊、小野職愨同撰、大日本農会、1902年7月三版
  - Yuyo Shokubutsu Zusetsu Mokuroku oyobi Sakuin or Contents of and Indices to Useful Plants of Japan Described and Illustrated. 3rd ed., Dai Nippon Nōkwai, 1902.
  - 『有用植物図説』2冊、小野職愨同撰、科学書院、1983年10月 - 図画初版、解説再版および日本語・英語目録三版を収録。
- 『養蚕図解』 鈴木卯之吉、1894年
- 『澳国博覧会参同記要』 平山成信共編、森山春雍、1897年8月 ／ 4冊、フジミ書房、1998年6月
  - 『明治前期産業発達史資料 第8集2』 明治文献資料刊行会〈明治前期産業発達史資料〉、1964年10月
- 『農業館列品目録』 神苑会、1900年1月
  - 『農業館列品目録第二版』 神苑会清算人、1911年12月
- 『水産名彙』 大日本水産会、1901年5月-1902年4月
- 『新撰 日本物産年表』 十文字商会、1901年8月
- 『菓子唱歌』 1902年
- 『徴古館案内陳列品目録』 神苑会徴古館、1909年12月
- 『林産名彙』 大日本山林会、1913年8月
  - 『明治後期産業発達史資料 第499巻』 龍渓書舎、1999年11月

訳書
- 『泰西訓蒙図解』上下、文部省、明治4年12月（1872年）
  - 朝倉治彦監修 『訓蒙図彙集成 第23巻』 大空社、2000年3月、ISBN 4756805183
- 『林娜氏植物綱目表』 文部省博物局、明治5年8月（1872年）
  - 前掲 『日本科学技術史大系 第15巻 生物科学』 - 抄録。
- 『垤甘度爾列氏植物自然分科表』 文部省博物局、明治5年10月（1872年）
  - 『垤甘度爾列氏植物自然分科表』 文部省博物局、1875年12月校訂
  - 前掲 『日本科学技術史大系 第15巻 生物科学』 - 校訂版の抄録。
- 『動物学初編』上下、博物館、1874年11月
  - 前掲 『日本科学技術史大系 第15巻 生物科学』  - 抄録。
  - 青木國夫ほか編 『江戸科学古典叢書 34』 恒和出版、1982年1月
- 『学業捷径初編』上下、成島謙吉同訳、田中芳男、1875年3月

論文
- 田中芳男「日向大隅古跡古物」『東京人類學會雜誌』第3巻第22号、日本人類学会、1887年、70-73頁、doi:10.1537/ase1887.3.70、NAID 130004020593。
- 田中芳男「意匠標本」『大日本窯業協會雑誌』第3巻第26号、日本セラミックス協会、1894年、25-25頁、doi:10.2109/jcersj1892.3.26_25、ISSN 0366-9998、NAID 130000962561。
- 田中芳男「水草紋樣 (十一種) 二葉」『大日本窯業協會雑誌』第3巻第26号、日本セラミックス協会、1894年、Plate1-Plate1、doi:10.2109/jcersj1892.3.26_Plate1、ISSN 0366-9998、NAID 130000962568。
- 田中芳男「水草紋樣 (十一種) 二葉附解説」『大日本窯業協會雑誌』第3巻第27号、日本セラミックス協会、1894年、Plate1-Plate1、doi:10.2109/jcersj1892.3.27_Plate1、ISSN 0366-9998、NAID 130000962625。
- 田中芳男「すがも」『植物学雑誌』第11巻第123号、日本植物学会、1897年、161-163頁、doi:10.15281/jplantres1887.11.123_161、ISSN 0006-808X、NAID 130004076081。

## 関連文献
- 「正四位勲二等村田保外一名特旨ヲ以テ位一級被進ノ件」（国立公文書館所蔵 「叙位裁可書・明治三十年・叙位巻十」）
- 大日本山林会編纂 『田中芳男君七六展覧会記念誌』 大日本山林会、1913年12月
  - 前掲 『近代日本を築いた 田中芳男と義廉』
- 小泉三男松著 『田中芳男氏功績書』 小泉三男松、1914年10月
- 「田中男爵祝賀会」（『大日本山林会報』第401号、1916年4月）
- 「本会々長田中男爵薨去」（『大日本山林会報』第404号、1916年7月）
- 『田中美津男男爵寄贈図書目録』 東京帝国大学附属図書館、1936年
- 「成立前史・田中芳男の努力 : 博物館創設史の一側面」（佐々木時雄著 『動物園の歴史』 西田書店、1975年6月 ／ 講談社〈講談社学術文庫〉、1987年2月、ISBN 4061587749）
- 「田中芳男」（三好信浩著 『近代日本産業啓蒙家の研究』 風間書房、1995年4月、ISBN 4759909389）
- 「田中芳男」（学習院大学史料館編 『旧華族家史料所在調査報告書 本編3』 学習院大学史料館、1993年3月）
- 「田中義一（男爵）」（霞会館華族家系大成編輯委員会編 『平成新修 旧華族家系大成 下巻』 霞会館、1996年11月、ISBN 9784642036719）
- 西野嘉章、根本亮子 「田中文庫博覧会関連資料目録」（東京大学編 『学問の過去・現在・未来 第一部 学問のアルケオロジー』 東京大学〈東京大学コレクション〉、1997年12月、ISBN 4130202057）
- 飯田市美術博物館 編『日本の博物館の父 田中芳男展』飯田市美術博物館、2000年（原著1999年）。
- 田中義信著 『田中芳男十話』 田中芳男を知る会、2000年4月 ／ 『田中芳男十話・田中芳男経歴談』 田中芳男の胸像製作等を願う市民会議ほか、2008年6月改訂版
  - 「田中芳男の貼込帖 : 『多識帖』を中心に」（『飯田市美術博物館研究紀要』第15号、2005年3月、CRID 1390001206099207680）
  - 「近代農学の創始者・田中芳男の生涯と事績」（昭和農業技術研究会編 『昭和農業技術史への証言 第五集』 農山漁村文化協会、2006年12月、ISBN 4540062859）
  - 「田中芳男」（伊藤隆、季武嘉也編 『近現代日本人物史料情報辞典 4』 吉川弘文館、2011年2月、ISBN 9784642014601）
- 平賀明彦 「解説」（みやじましげる編 『田中芳男伝』 大空社〈伝記叢書〉、2000年12月、ISBN 4756809235）
- 『伊那』第961号（田中芳男の胸像復活記念号）、伊那史学会、2008年6月
- モリナガ・ヨウ著 『捃拾帖 : 東京大学の学術遺産』 KADOKAWA〈メディアファクトリー新書〉、2014年6月、ISBN 9784040667959
- 保科英人「没後百年田中芳男先生年譜」『日本海地域の自然と環境』第23号、福井大学地域環境研究教育センター、2016年11月、CRID 1050564287744648704。
- 長野県立歴史館編 『田中芳男 : 「虫捕御用」の明治維新』 長野県立歴史館、2017年12月
- 織田顕行 「東京田中家旧蔵の田中芳男関係資料について」（『飯田市美術博物館研究紀要』第34号、2024年3月、CRID 1390866680454521216）